# Euromed

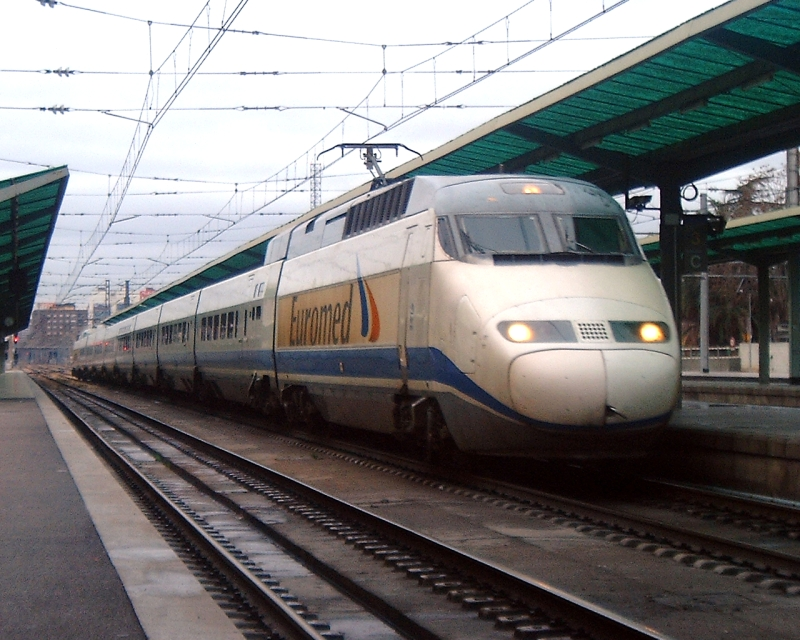
Jednotka Euromed 101.003 ve stanici València-Nord

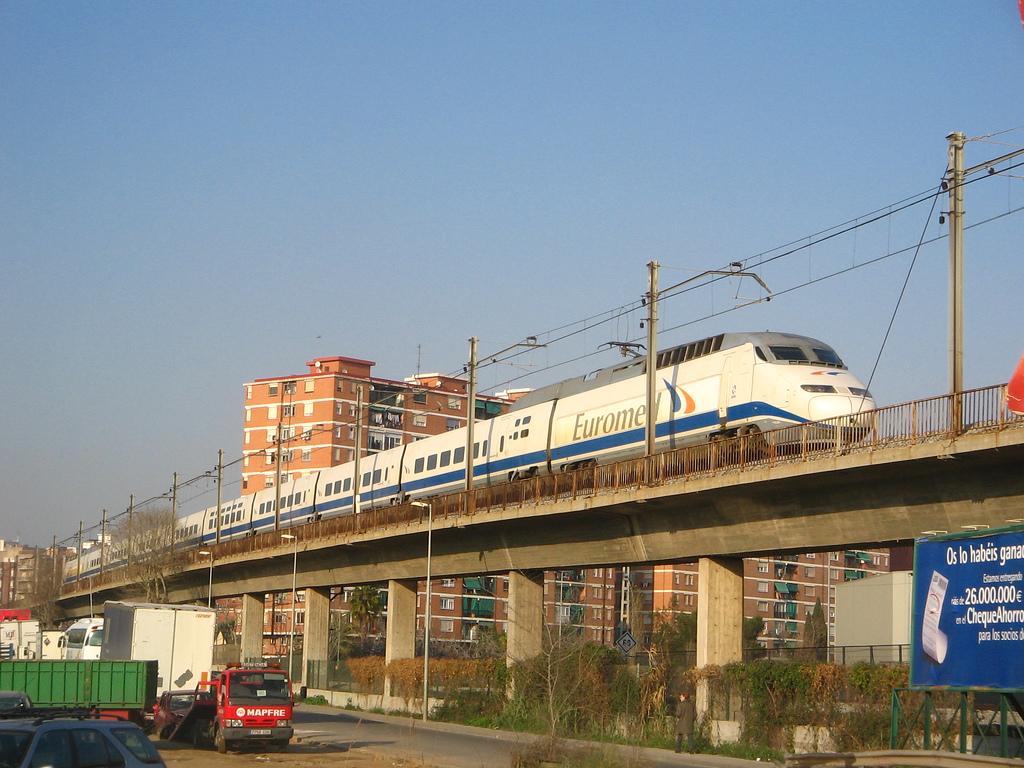
Jednotka Euromed na viaduktu vedoucím přes Barcelonu

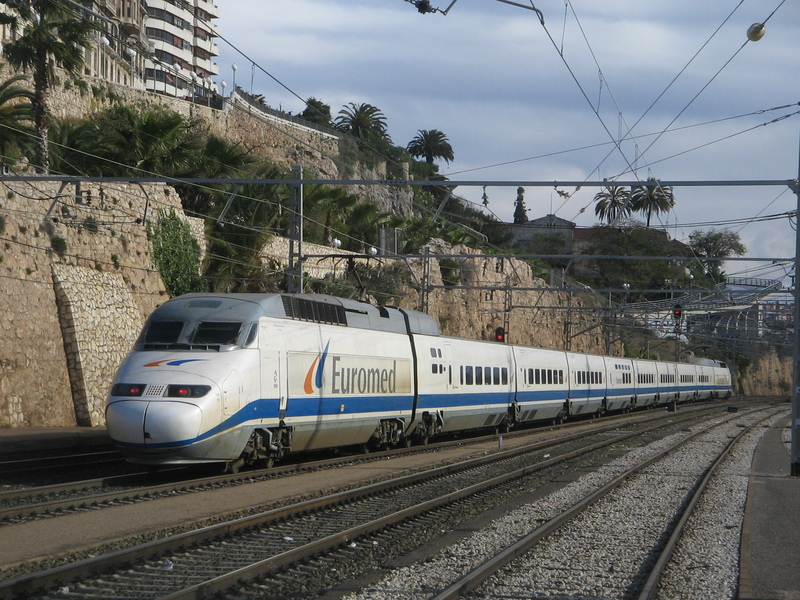
Jednotka Euromed při průjezdu stanicí Tarragona

Euromed je označení pro 6 vysokorychlostních elektrických vlakových jednotek odvozených od TGV Atlantique, provozovaných od 16. května 1997 na východním pobřeží Španělska jakožto produkt společnosti RENFE. Vlaky jsou nasazovány na koridoru spojujícím města Barcelonu, Valencii a Alicante. Maximální rychlost je 220 km/h. Používají se jednotky AVE S-101 francouzského výrobce Alstom, upravené na široký rozchod 1 668 mm.

## Nehoda v roce 2002
30. března 2002 došlo v stanici Torredembarra k nehodě, když se odjíždějící Euromed 101.001 srazil s rovněž odjíždějícím regionálním vlakem. Oba směřovaly současně na stejnou kolej.
Došlo k úmrtí 2 osob, poškození lokomotivy a několika vozů. Poškozená lokomotiva byla nahrazena novou - identickou s TGV POS. Nepoškozená část vlaku jezdí nadále ( video ).

## Trať
Barcelona-Sants

 Tarragona

 Castellón de la Plana

 Valencia-Nord

 Alicante/Alacant-Terminal